# Julián Pellón Rodríguez

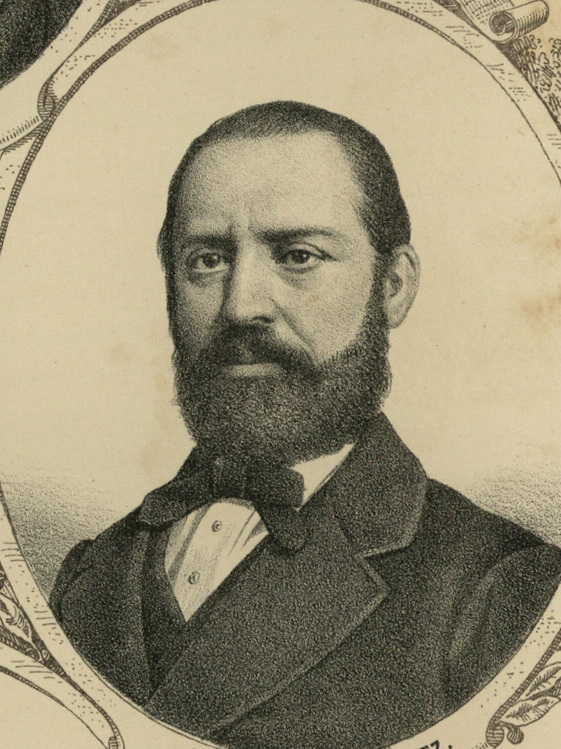
Julián Pellón en Los diputados pintados por sus hechos (1869)

Julián Pellón y Rodríguez (Laroco, 1816-París, 1878) fue un ingeniero, político, periodista y escritor español, diputado a Cortes durante el sexenio democrático.

## Biografía
Nació en la localidad orensana de Laroco el 17 de febrero de 1816. Diputado a Cortes, fue ministro del Tribunal de Cuentas de Filipinas. Realizó misiones de exploración en la isla africana de Fernando Poo. Fue redactor en Madrid de El Genio Industrial (1857), de El Minero Español (1857-1858) y de La Discusión. Falleció en París el 11 de abril de 1878.